# École Sengo Muramasa
 (juin 2025).
Si vous disposez d'ouvrages ou d'articles de référence ou si vous connaissez des sites web de qualité traitant du thème abordé ici, merci de compléter l'article en donnant les références utiles à sa vérifiabilité et en les liant à la section « Notes et références ».
L'École Sengo Muramasa est une célèbre école de fabricants de sabres japonais fondée par Muramasa Sengo dans la province d'Ise. Sa première œuvre reconnue date de 1501. Elle appartient à la tradition de Sôchu.
La demande de sabres en provenance de cette école diminue lorsque Ieyasu Tokugawa devient shogun en 1603. De nombreux amis de Tokugawa seraient en effet tombés sous les coups de sabres de cette école, sabres dont il interdit donc le port. 